# ジャリン・ソロモン
ジャリン・ソロモン（Jarrin Solomon、1986年1月11日 ‐ ）は、トリニダード・トバゴの陸上競技選手。専門は短距離走の400mで、自己ベストは44秒98。2017年ロンドン世界選手権男子4×400mリレーの金メダリスト、2012年ロンドンオリンピック男子4×400mリレーの銅メダリストである。父は1980年モスクワオリンピック男子400mファイナリストのマイク・ソロモン。

## 経歴
2012年3月のイスタンブール世界室内選手権男子4×400mリレーでアンカーを務め、決勝では3分06秒85のトリニダード・トバゴ記録（当時）を樹立しての銅メダル獲得に貢献。自身初となる世界大会のメダルを獲得した。
2012年8月のロンドンオリンピック男子4×400mリレーに出場。オリンピック初出場とともに親子2代にわたるオリンピック出場も成し遂げると、2走を務め、2分59秒40のトリニダード・トバゴ記録（当時）を樹立しての銅メダル獲得に貢献。4×400mリレーにおけるトリニダード・トバゴ勢のメダル獲得は、1964年東京大会で男子が銅メダルを獲得して以来、男女通じて48年ぶり史上2度目だった。
2015年8月の北京世界選手権男子4×400mリレー予選で2走を務め、2分58秒67をマークしての決勝進出（組2着の全体2位）に貢献した。決勝でトリニダード・トバゴチームは2位に入り、予選だけに出場したソロモンも銀メダルを獲得した。
2016年3月のポートランド世界室内選手権男子4×400mリレー決勝で1走を務め、3分05秒51のトリニダード・トバゴ記録を樹立しての銅メダル獲得に貢献した。
2017年8月のロンドン世界選手権男子4×400mリレー決勝で1走を務め、2分58秒12のトリニダード・トバゴ記録を樹立しての金メダル獲得に貢献。4×400mリレーではオリンピックも含めトリニダード・トバゴ勢初の金メダル獲得という快挙を達成した。

## 家族
父のマイク・ソロモンもトリニダード・トバゴ代表として活躍した陸上選手。400mで45秒55（1980年）の自己ベストを持ち、1976年モントリオールオリンピック男子4×400mリレーで6位、1978年英連邦競技大会男子400mで4位、4×400mリレーで5位、1980年モスクワオリンピック男子400mと4×400mリレーで6位、1983年ヘルシンキ世界選手権男子800mで準決勝進出などの実績を持つ。

## 自己ベスト
| 種目 | 記録          | 年月日        | 場所                   | 備考 |
| 屋外 | 屋外          | 屋外          | 屋外                   | 屋外 |
| ---- | ------------- | ------------- | ---------------------- | ---- |
| 200m | 20秒90 (+1.3) | 2013年4月6日  | アルバカーキ           |      |
| 300m | 33秒20        | 2011年5月22日 | プリーツハウゼン       |      |
| 400m | 44秒98        | 2014年7月19日 | ヒュースデン＝ゾルダー |      |
| 室内 |               |               |                        |      |
| 300m | 33秒21        | 2014年2月15日 | ニューヨーク           |      |
| 400m | 46秒23        | 2013年2月8日  | アルバカーキ           |      |
| 500m | 1分01秒84     | 2014年2月8日  | ボストン               |      |
| 600m | 1分16秒19     | 2013年2月16日 | ニューヨーク           |      |

## 主要大会成績
備考欄の記録は当時のもの
| 年   | 大会                        | 場所             | 種目    | 結果   | 記録            | 備考                     |
| ---- | --------------------------- | ---------------- | ------- | ------ | --------------- | ------------------------ |
| 2007 | 北中米カリブ選手権 (en)     | サンサルバドル   | 400m    | 6位    | 47秒09          |                          |
| 2007 | パンアメリカン競技大会 (en) | リオデジャネイロ | 4x400mR | 4位    | 3分03秒60 (3走) |                          |
| 2007 | 世界選手権                  | 大阪             | 4x400mR | 予選   | 3分02秒92 (3走) |                          |
| 2009 | 中米カリブ選手権 (en)       | ハバナ           | 400m    | 予選   | 46秒89          |                          |
| 2009 | 中米カリブ選手権 (en)       | ハバナ           | 4x400mR | 6位    | 3分05秒17 (1走) |                          |
| 2010 | 世界室内選手権              | ドーハ           | 400m    | 予選   | 48秒37          |                          |
| 2010 | 中米カリブ競技大会 (en)     | マヤグエス       | 4x400mR | 3位    | 3分04秒07 (4走) |                          |
| 2011 | 中米カリブ選手権 (en)       | マヤグエス       | 4x400mR | 2位    | 3分01秒65 (2走) |                          |
| 2011 | 世界選手権                  | 大邱             | 4x400mR | 予選   | 3分02秒47 (2走) |                          |
| 2012 | 世界室内選手権              | イスタンブール   | 400m    | 予選   | 47秒82          |                          |
| 2012 | 世界室内選手権              | イスタンブール   | 4x400mR | 3位    | 3分06秒85 (4走) | トリニダード・トバゴ記録 |
| 2012 | オリンピック                | ロンドン         | 4x400mR | 3位    | 2分59秒40 (2走) | トリニダード・トバゴ記録 |
| 2013 | 中米カリブ選手権 (en)       | モレリア         | 400m    | 優勝   | 45秒54          |                          |
| 2013 | 中米カリブ選手権 (en)       | モレリア         | 4x400mR | 優勝   | 3分02秒19 (4走) |                          |
| 2013 | 世界選手権                  | モスクワ         | 400m    | 準決勝 | 45秒43          |                          |
| 2013 | 世界選手権                  | モスクワ         | 4x400mR | 6位    | 3分01秒74 (4走) |                          |
| 2014 | 世界室内選手権              | ソポト           | 400m    | 予選   | 46秒86          |                          |
| 2014 | 世界リレー (en)             | ナッソー         | 4x400mR | 3位    | 2分58秒43 (4走) | トリニダード・トバゴ記録 |
| 2014 | 英連邦競技大会 (en)         | グラスゴー       | 400m    | 6位    | 45秒82          |                          |
| 2014 | 英連邦競技大会 (en)         | グラスゴー       | 4x400mR | 3位    | 3分01秒51 (2走) |                          |
| 2015 | 世界リレー (en)             | ナッソー         | 4x400mR | 7位    | 3分03秒10 (2走) |                          |
| 2015 | パンアメリカン競技大会 (en) | トロント         | 400m    | 5位    | 45秒20          |                          |
| 2015 | パンアメリカン競技大会 (en) | トロント         | 4x400mR | 優勝   | 2分59秒60 (2走) |                          |
| 2015 | 世界選手権                  | 北京             | 4x400mR | 予選   | 2分58秒67 (2走) | 決勝進出                 |
| 2016 | 世界室内選手権              | ポートランド     | 4x400mR | 3位    | 3分05秒51 (1走) | トリニダード・トバゴ記録 |
| 2016 | オリンピック                | リオデジャネイロ | 4x400mR | 予選   | DQ (1走)        | レーン侵害               |
| 2017 | 世界リレー (en)             | ナッソー         | 4x400mR | 4位    | 3分03秒17 (3走) |                          |
| 2017 | 世界リレー (en)             | ナッソー         | 4x400mR | 7位    | 3分25秒49 (1走) | 男女混合                 |
| 2017 | 世界選手権                  | ロンドン         | 4x400mR | 優勝   | 2分58秒12 (1走) | トリニダード・トバゴ記録 |